# Anabarhynchus multispinosus
Anabarhynchus multispinosus är en tvåvingeart som beskrevs av Lyneborg 2001. Anabarhynchus multispinosus ingår i släktet Anabarhynchus och familjen stilettflugor. Inga underarter finns listade i Catalogue of Life.